# Natalie Casey
Natalie Casey (Rawtenstall (Rossendale), 15 april 1980) is een Engels musical- en televisieactrice. Ze speelde onder meer Donna Willkinson in de komische serie Two Pints of Lager and a Packet of Crisps (2001–2011).

## Loopbaan
Casey speelde van 1995 tot 2000 Carol Groves in de Britse tienersoap Hollyoaks, voordat ze in 2001 een van de (oorspronkelijke) vijf hoofdrolspelers van Two Pints of Lager werd. Tussen de twee series in was ze een tijd presentatrice op MTV.
Casey had op driejarige leeftijd een hitje met het liedje Chick Chick Chicken, waarmee ze onder meer in Top of the Pops verscheen. In de openingsaflevering van seizoen zeven van Two Pints of Lager voert ze het liedje - op 27-jarige leeftijd - gehuld in glitterbikini opnieuw op in de bar.
Dat Casey ook kan zingen, toonde ze verder in onder meer (Britse) musicalversies van Fame (2007, als Serena Katz) en The Wedding Singer (2008, als Julia Sullivan).